# Brooksee
Der Brooksee liegt im Naturschutzgebiet Brooksee südlich des Ortsteils Brookhusen der Gemeinde Benitz im Landkreis Rostock. Der See hat eine Nord-Süd-Ausdehnung von etwa 700 Metern und eine West-Ost-Ausdehnung von etwa 130 Metern. Der südliche Bereich des von Ackerflächen umgebenen Sees ist vermoort und wie das Nordufer mit Schilfrohr bewachsen. Südlich vom Brooksee liegt der kleinere Schwarze See, der über einen Graben den Zulauf zum Brooksee bildet. Zwischen Brooksee und Schwarzem See verläuft die Verbindungsstraße von der L13 nach Benitz.